# کیت شپرد
کاترین ویلسون کیت شپرد (انگلیسی: Katherine Wilson "Kate" Sheppard؛ ۱۰ مارس ۱۸۴۷ – ۱۳ ژوئیهٔ ۱۹۳۴) اهل پادشاهی متحد بریتانیای کبیر و ایرلند بود.

## نقش در جنبش رای‌گیری زنان
وی یکی از برجسته‌ترین اعضای جنبش رأی‌گیری زنان در نیوزیلند و معروف‌ترین رهبر زن این کشور بود. عکس کیت شیپارد روی ده دلاری نیوزیلند دیده می‌شود.
از آنجا که نیوزیلند اولین کشور بود که در سال ۱۸۹۳ رأی عمومی برای زنان در انتخابات پارلمانی را بعد از سال‌ها تلاش به رسمیت شناخت، کار شیپارد تأثیر قابل توجهی بر جنبش‌های رأی‌گیری زنان در چندین کشور دیگر داشته‌است.
در ۱۹ سپتامبر ۱۸۹۳لایحه انتخاباتی فرماندار حق رای دادن زنان را به آنها اعطا کرد. زنان برای اولین بار در انتخابات ۲۸ نوامبر ۱۸۹۳ رای دادند. در سال ۱۸۹۳، الیزابت ییتس شهردار شهر وان هونگا شد، این اولین بار بود که چنین پستی در امپراتوری بریتانیا به یک زن داده می‌شد.